# Ústavní stížnost
Ústavní stížnost je podání k Ústavnímu soudu České republiky, jímž stěžovatel namítá, že pravomocným rozhodnutím v řízení, jehož byl účastníkem, opatřením nebo jiným zásahem orgánu veřejné moci bylo porušeno jeho základní lidské právo nebo svoboda, zaručené ústavním pořádkem. Ústavní stížnost může také podat zastupitelstvo obce nebo kraje, jestliže tvrdí, že nezákonným zásahem státu bylo porušeno jeho zaručené právo na samosprávu.

## Vymezení pojmu
Ústavní stížnost je definována různými způsoby, které se však shodují v několika bodech. Ústavní stížnost představuje specifický prostředek k ochraně základních práv a svobod (prostředek k ochraně základních práv a svobod sui generis). To znamená, že ústavní stížnost je možné podat pouze za určitých okolností. Aby mohla být podána ústavní stížnost, musí dojít k nerespektování ústavně zaručených základních práv a svobod.
Další specifikum ústavní stížnosti je v tom, že k jejímu podání může dojít až po vyčerpání všech jiných prostředků k ochraně práva, které nabízí právní řád, to znamená včetně mimořádných opravných prostředků. Za takový prostředek ale zákon nepovažuje návrh povolení obnovy řízení. Ústavní stížnost však nepředstavuje zjednodušení stanového právního procesu, ale jedná se o zahájení zcela nového řízení, které je charakteristické tím, že je zcela nezávislé na řízení dalších. Ústavní stížnost v žádném případě není (jak vyplývá z ustálené judikatury Ústavního soudu) dalším v řadě opravných prostředků.
O ústavní stížnosti rozhoduje zvláštní orgán, Ústavní soud, který je na rozdíl od jiných státních orgánů ustaven přímo Ústavou a má právo zasahovat do činnosti moci zákonodárné, výkonné i soudní. Ústavní soud není při svém rozhodování vázán běžnými zákony (mimo zákonů, upravujících řízení před Ústavním soudem), řídí se pouze ústavními zákony a mezinárodními smlouvami o lidských právech a svobodách.
Dalším rysem ústavní stížnosti je to, že musí být namířena proti zásahu orgánů veřejné moci. Ústavní stížnost nemůže být směřována proti subjektům soukromého práva. Ústavní stížnost slouží k ochraně subjektivního veřejného práva navrhovatele.

## Typy
Vojtěch Šimíček se ve své knize Ústavní stížnost pokusil také o typologizaci ústavních stížnosti. Podle toho, v čem stěžovatel spatřuje protiústavnost zásahu orgánu veřejné moci do ústavně zaručených základních práv a svobod, můžeme rozlišovat ústavní stížnost procesní a hmotněprávní. Procesní stížnost je taková stížnost, kde jde o spravedlivý proces. To znamená, že stížnost rozhodnutí orgánu veřejné moci bylo protiústavním způsobem (např. nebyli k jednání obesláni všichni účastníci). Naproti tomu hmotněprávní stížnost nezpochybňuje způsob procesního řízení, nýbrž jeho závěr (např. porušení vlastnického práva).
Podle typu orgánu veřejné moci lze ústavní stížnosti dále dělit na ty, které směřují proti soudním rozhodnutí, a dále na ty, které směřují proti ostatním orgánům veřejné moci (např. obce). Podle zásahu orgánu veřejné moci můžeme rozlišovat ústavní stížnosti napadající rozhodnutí orgánu veřejné moci (např. rozsudek soudu) a stížnosti vystupující proti jinému zásahu orgánu veřejné moci (např. průtahy v řízení).

## Funkce
V zásadě lze funkce ústavní stížnosti rozlišit na funkci subjektivní a objektivní, reparativní a preventivní. Rozdělení funkce subjektivní a objektivní lze zjednodušeně charakterizovat tak, že smyslem institutu ústavní stížnosti je ochrana ústavně právní sféry jedince (tzn. subjektivní funkce) a zároveň také garance základních práv a svobod (tzn. objektivní funkce). Z uvedeného je zřejmé, že subjektivní a objektivní funkce ústavní stížnosti se navzájem nevylučují, ale spíše doplňují.
Ústavní stížnost má dále reparativní a preventivní funkci. Jestliže ústavní stížnost skončí konstatováním porušení základních práv nebo svobod, dojde zpravidla k vydání nového rozhodnutí, které nebude protiústavní. Tento postup v sobě zahrnuje i funkci preventivní, neboť orgán veřejné moci by se měl snažit v budoucnu takových protiústavních aktů vyvarovat.

## Nepřípustnost ústavní stížnosti
Ústavní stížnost je nepřípustná zejména tehdy, jestliže stěžovatel nevyčerpal všechny prostředky k ochraně práv, které mu právní řád poskytuje. Řízení o ústavní stížnosti je tak koncipováno jako ultima ratio, poslední možnost ochrany ústavně zaručených práv. Tato zásada však neplatí absolutně, zákon z ní připouští dvě výjimky. První výjimkou je situace, kdy stížnost svým významem podstatně přesahuje vlastní zájmy stěžovatele. V tom případě musí být podána do jednoho roku ode dne, kdy došlo ke skutečnosti, která je předmětem stížnosti. Druhou výjimkou je stav, kdy v řízení o podaném opravném prostředku dochází ke značným průtahům, z nichž stěžovateli vzniká anebo může vzniknout vážná a neodvratitelná újma.

## Průběh řízení

### Podání
Ústavní stížnost může podat jak fyzická, tak i právnická osoba, jestliže tvrdí, že zásahem orgánu veřejné moci došlo k porušení jejího základního práva nebo svobody zaručované ústavním pořádkem. Stěžovatel musí v ústavní stížnosti uvést, jaké základní právo bylo v jeho případě porušeno, který orgán veřejné moci a jakým rozhodnutím narušil základní právo nebo svobodu dotyčného. V této souvislosti je třeba říci, že Ústavní soud není soudem nadřízeným obecným soudům, není soudem posledním a pouze přezkoumává ústavnost, nikoliv zákonnost či věcnou správnost soudních rozhodnutí. Úkolem Ústavního soudu je pouze ochrana ústavně zaručených základních práv a svobod.
Podle zákona o Ústavním soudu nemůže stěžovatel stížnost napsat, podat a v řízení vystupovat sám. Každá fyzická i právnická osoba jako účastník musí být před Ústavním soudem zastoupena advokátem (výjimkou je situace, kdy ústavní stížnost podává sám advokát). Advokát, kterého stěžovatel musí povinně k řízení před Ústavním soudem mít, by měl náležitosti ústavní stížnosti dobře znát. Ostatně povinné advokátní zastoupení je u Ústavního soudu předepsáno právě proto, aby Ústavní soud nebyl zahlcen nekvalifikovanými podáními. Ústavní soud advokáty stěžovatelům nepřiděluje.

### Lhůta podání
Podle ustanovení § 72 odst. 3 zákona o Ústavním soudu lze podat ústavní stížnost ve lhůtě dvou měsíců od doručení rozhodnutí o posledním procesním prostředku, který zákon stěžovateli k ochraně jeho práva poskytuje. Podle pravidel pro počítání lhůt tato dvouměsíční  lhůta začíná běžet až dnem následujícím po dni, v němž bylo rozhodnutí o posledním procesním prostředku stěžovateli či jeho zmocněnci (tj. zmocněnci advokátu i zmocněnci neadvokátu) doručeno.
Pro výklad počítání dvouměsíční lhůty platí beze zbytku výkladová pravidla aktuálního znění Občanského soudního řádu, konkrétně § 57 -a to všechny tři odstavce, tvořící toto ustanovení.

### Pravomoc Ústavního soudu
Pokud Ústavní soud shledá stížnost odůvodněnou, může podle zákona zrušit napadené rozhodnutí a v případě stížnosti proti jinému zásahu orgánu veřejné moci zakázat příslušnému státnímu orgánu, aby v porušování práva a svobody pokračoval či mu přikázat, aby obnovil stav před porušením práva a svobody. Ústavní soud například nemůže státnímu orgánu přikázat, aby vyhověl nějaké žádosti stěžovatele, aby mu poskytl nějaké plnění, apod. Ústavní soud nemůže změnit napadené rozhodnutí a nemůže ani rozhodnout namísto příslušného státního orgánu nebo soudu. Zruší-li napadené rozhodnutí, věc se vrací zpět k novému rozhodnutí orgánu veřejné moci.

## Rozhodnutí o ústavní stížnosti
O ústavní stížnosti rozhodne Ústavní soud nálezem, kterým stížnosti zcela vyhoví, zamítne ji, anebo jí zčásti vyhoví a zčásti ji zamítne. V nálezu soud deklaratorně vysloví, které ústavně zaručené právo nebo svoboda a jaké ustanovení ústavního zákona byly porušeny a jakým zásahem orgánu veřejné moci k tomuto porušení došlo (resp. jde-li o ústavní stížnost obce nebo vyššího územního samosprávného celku, vysloví soud, v čem spočívá porušení zákonem zaručeného práva na samosprávu, jaké ústavní zákony nebo zákony byly porušeny a jakým zásahem státu k tomuto porušení došlo).
Dále soud konstitutivně zruší napadené rozhodnutí orgánu veřejné moci (resp. státu, jde-li o stížnost obce nebo VÚSC). Jde-li o stížnost proti tzv. jinému zásahu orgánu veřejné moci (např. nečinnost), Ústavní soud v nálezu dotčenému orgánu veřejné moci (resp. státu) zakáže, aby v porušování práva a svobody dále pokračoval a přikáže mu, je-li to možné, aby obnovil stav před porušením (restitutio in integrum).

### Omezení pravomoci Ústavního soudu
Není však v pravomoci Ústavního soudu například přikázat orgánu veřejné moci, aby vyhověl nějaké žádosti stěžovatele, aby mu poskytl nějaké plnění, apod. Ústavní soud nemůže změnit napadené rozhodnutí a nemůže ani rozhodnout namísto příslušného státního orgánu nebo soudu. Zruší-li napadené rozhodnutí, věc se vrací zpět k novému rozhodnutí orgánu veřejné moci.